# Chromebit
Chromebit(クロームビット)とは、Googleが開発しているChromeOSで動作するスティック型のコンピュータ端末である。
ディスプレイのHDMIポートに接続することによってパソコンとして機能する。キーボードやマウスなどの周辺機器はBluetooth接続やUSB接続によって使用可能。

## 機能
現在は ASUS 一社が販売を開始しており，基本的な機能は以下の内容である。
無線通信ではWi-Fi・Bluetooth 、外部接続ではHDMI・USBと電源としてDCアダプターが使用できる。
オペレーティングシステム (OS)は ChromeOS を使用している。